# Kolonia Bartoszki
Kolonia Bartoszki – kolonia w Polsce położona w województwie warmińsko-mazurskim, w powiecie nidzickim, w gminie Nidzica.
W latach 1975–1998 miejscowość administracyjnie należała do województwa olsztyńskiego.